# مایکل کوتسوپ
مایکل کوتسوپ (انگلیسی: Michael Kutzop؛ زادهٔ ۲۴ مارس ۱۹۵۵) بازیکن فوتبال اهل آلمان است.
از باشگاه‌هایی که در آن بازی کرده‌است می‌توان به باشگاه فوتبال کیکرز اوفنباخ و باشگاه ورزشی وردر برمن اشاره کرد.